# 6871 Verlaine
6871 Verlaine este o planetă minoră (asteroid), cu un diametru de 2,711 km, din centura de asteroizi. A fost descoperită pe 23 ianuarie 1993 la Observatorul La Silla de Eric Walter Elst și a fost numită după Paul Verlaine. 
Obiectul prezintă o orbită caracterizată de o semiaxă mare de 2,1958747 UAi, o excentricitate de 0,05, o înclinație de 3,77595 ° în raport cu ecliptica.